# IFPI Hy Lạp
Liên hiệp Quốc tế Công nghiệp ghi âm Hy Lạp hay IFPI Hy Lạp là một chi nhánh Hy Lạp của Liên đoàn Công nghiệp thu âm quốc tế (IFPI) và là nhà cung cấp các bảng xếp hạng chính thức và chứng nhận doanh thu bản thu âm cho Hy Lạp. Hiện tại hai bảng xếp hạng được biên dịch, một bảng cho doanh thu danh sách ghi tên bản nhạc của album Hy Lạp và bảng còn lại là dành cho những sản phẩm âm nhạc nước ngoài. Doanh số bán hàng của cả hai bảng xếp hạng cũng được kết hợp để tạo thành một biểu đồ cho biết doanh số bán hàng hàng đầu trong tất cả những album tại Hy Lạp. Các bảng xếp hạng được công bố bởi IFPI Hy Lạp và được biên dịch cùng với dữ liệu bán hàng của công ty kế toán Deloitte.
Tên thương mại nội địa của IFPI Hy Lạp là Ένωση Ελλήνων Παραγωγών Ηχογραφημάτων (ΕΕΠΗ) (tiếng Anh: Association of Greek Producers of Phonograms [AGPP], tiếng Việt"Hiệp hội các nhà sản xuất bản ghi âm tiếng Hy Lạp [AGPP]). Tuy nhiên, nó thường được gọi và thương hiệu là IFPI Greece.